# Jelcz 080
Jelcz 080 — польский автобус малого класса, выпускаемый компанией Jelcz в 1978—1984 годах. Кузов автобуса взят от модели Jelcz PR110, шасси модели Star 200.

## История
Производство автобуса Jelcz 080 началось в 1974 году. Первый прототип был представлен в 1977 году. Этот проект изначально не пользовался поддержкой властей предприятия, производящего грузовые автомобили и городские автобусы. Несмотря на это, прототип был продемонстрирован на выставке, организованной POLMOT, и вызвал всеобщий интерес. Автобус понравился и секретарю ЦК КПРФ Эдуарду Гирку, который заявил: «Такой автобус нам нужен». Окончательное решение о начале производства было принято на II Национальной конференции ЦК КПСС в 1978 году.
В сентябре 1978 года с конвейера сошёл первый автобус Jelcz 080. По состоянию на май 1979 года, было произведено 400 экземпляров. 1 июня 1979 года был также выпущен школьный автобус с одной дверью.
В 1980 году был представлен туристический автобус. Производство завершилось в 1984 году. Всего было произведено 1051 экземпляр.

## Эксплуатация
Автобусы Jelcz 080 эксплуатировались во многих городах не только в качестве рейсовых, но ещё и в качестве школьных. Также некоторые автобусы переоборудовали под кузов фургона. АвтоВАЗ отнёсся к этому негативно.

## Галерея

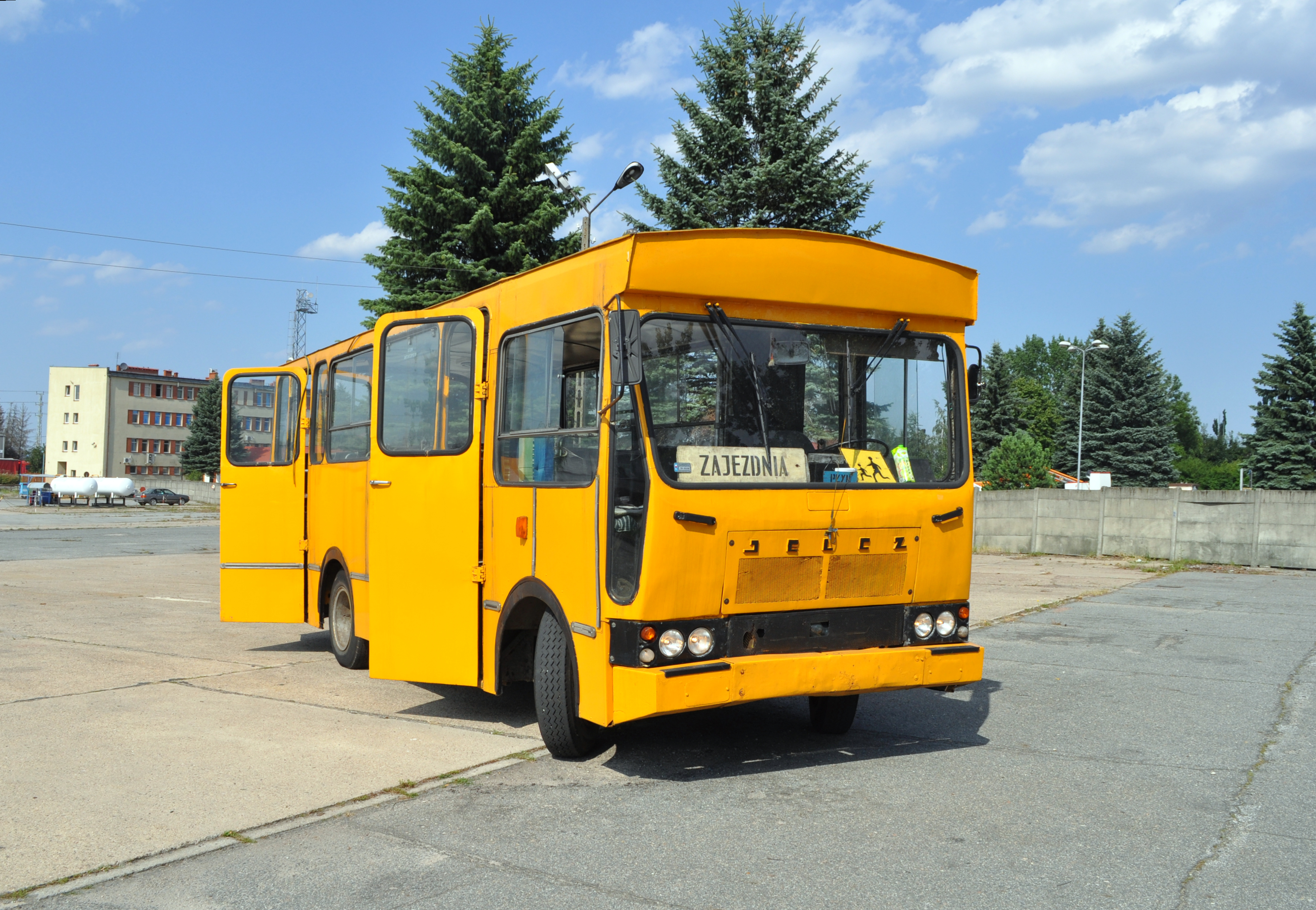
Jelcz 080
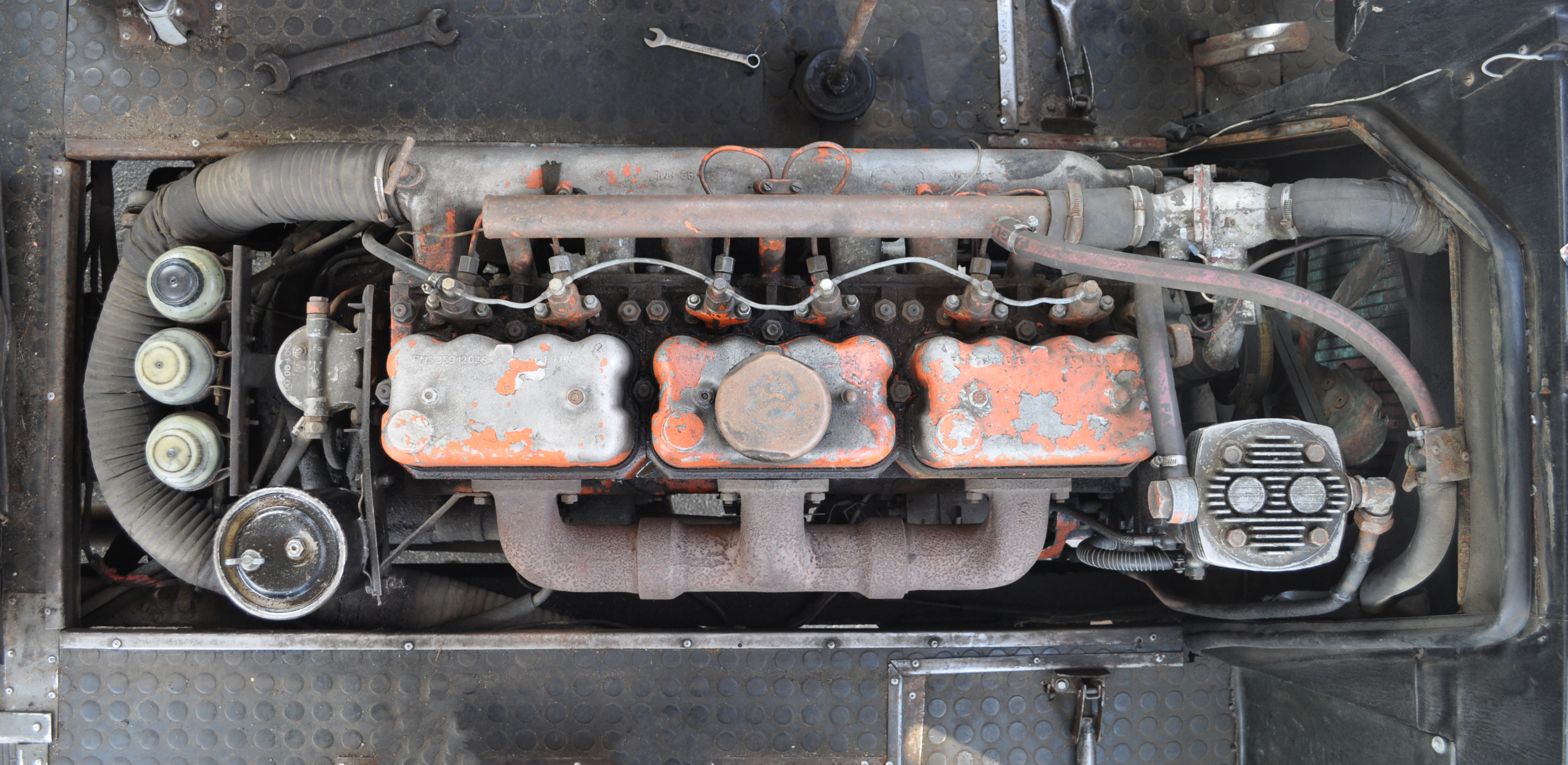
Двигатель
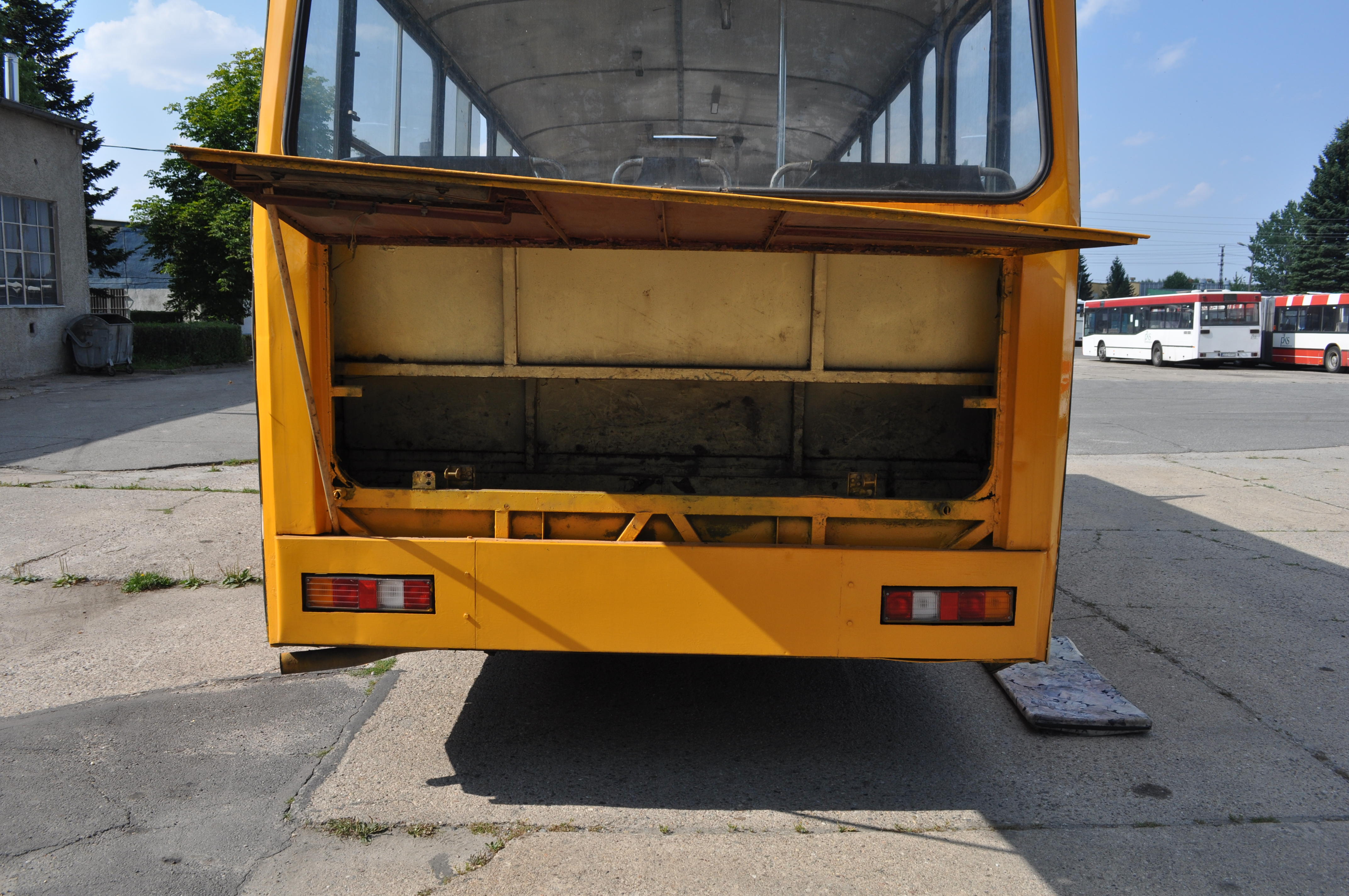
Багажник
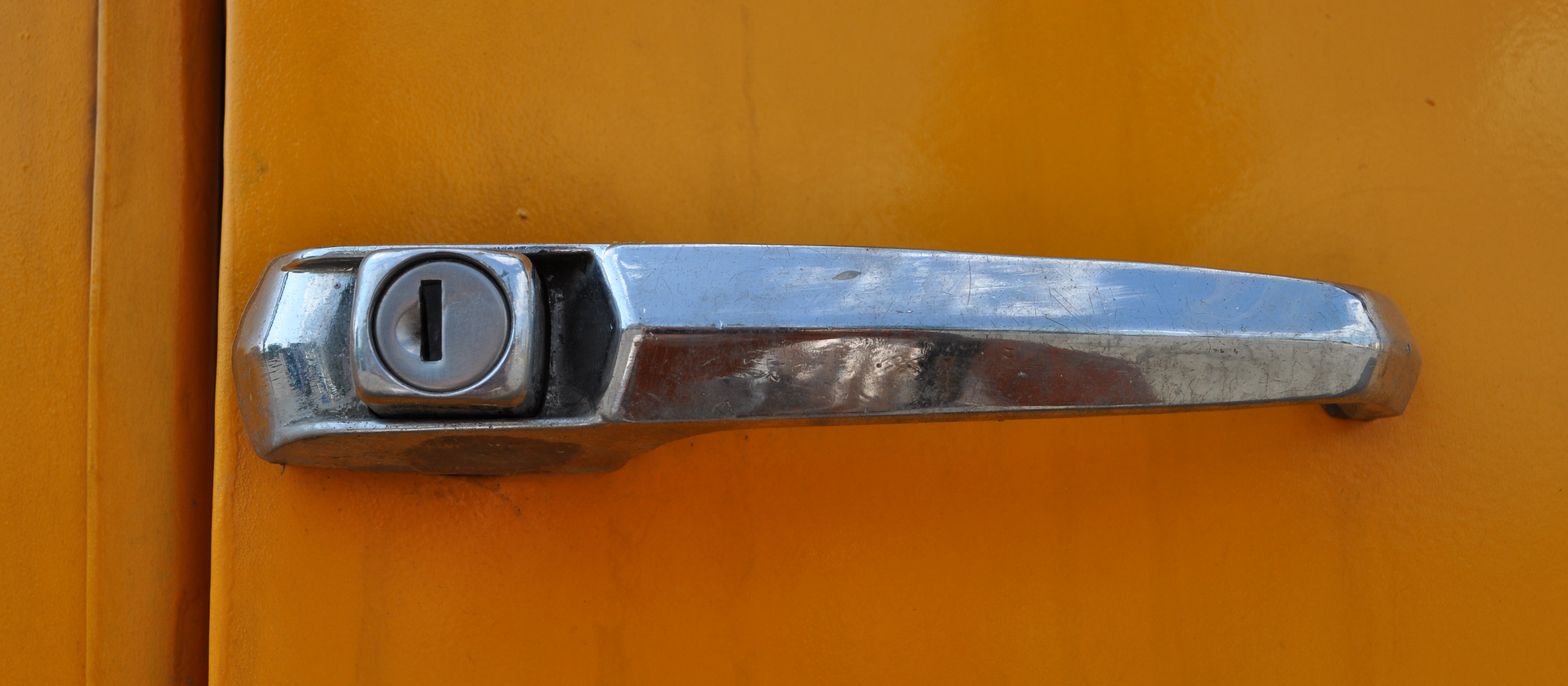
Дверная ручка
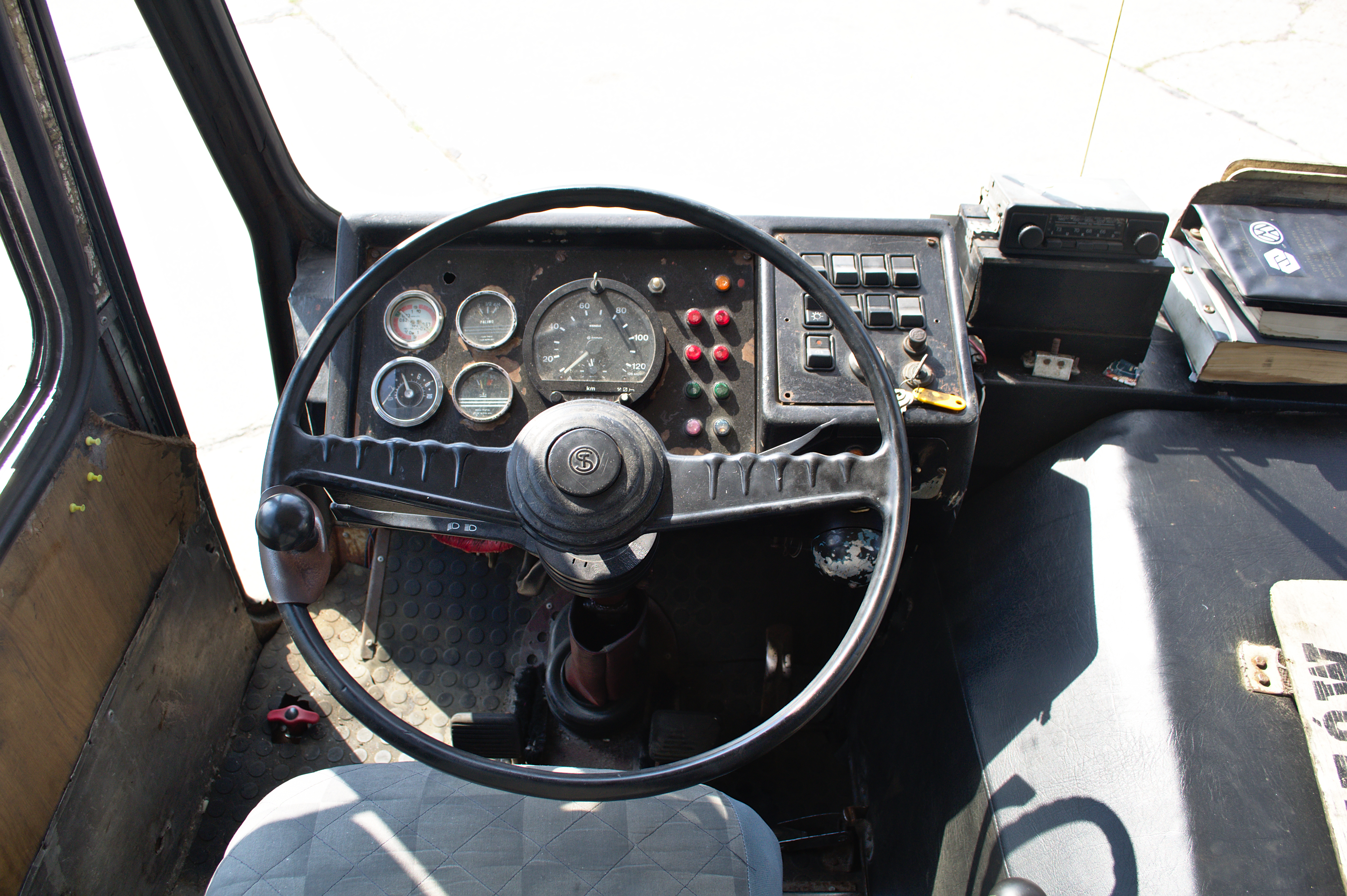
Место водителя